# A Real Live One
A Real Live One är ett livealbum av det brittiska heavy metal-bandet Iron Maiden som släpptes den 22 mars 1993, hela åtta år efter det senaste livealbumet från Iron Maiden, Live After Death. Det släpptes i mars 1993 och som vid återutgivningen 1998 bildade A Real Live/Dead One (A Real Dead One kom ursprungligen i oktober 1993). De två livealbumen är en sammansättning av 17 liveinspelningar under turnéerna Fear of the Dark Tour 1992 och A Real Live Tour 1993. Många fans tyckte kvaliteten på inspelningarna var dåliga jämfört med Maidens andra liveskivor.
Albumet är inte en "riktigt" hel konsert utan är från nio olika ställen i Europa, exempelvis är Afraid To Shoot Strangers inspelad i Globen, Stockholm den 29 augusti, 1992.
Albumet nådde tredje platsen på engelska topplistan och nummer 30 på den svenska.

## Låtlista
1. Be Quick or Be Dead (Dickinson/Gers) - Inspelad på Super Rock 92, Mannheim, Tyskland, den 15 augusti 1992
2. From Here to Eternity (Harris) - Inspelad i Valbyhallen, Copenhagen, Denmark, den 25 augusti 1992
3. Can I Play With Madness (Smith/Dickinson/Gers) - Inspelad i Brabanthallen, Den Bosch, Holland, 2 september 1992
4. Wasting Love (Dickinson/Gers) - Inspelad i La Grande Halle De Villette, Paris, Frankrike, den 5 september 1992
5. Tailgunner (Harris/Dickinson) - Inspelad i La Patinoire De Malley, Lausanne, Schweiz, den 4 september 1992
6. The Evil That Men Do (Smith/Dickinson/Harris) - Inspelad i La Foret Nationale, Bryssel, Belgien, den 17 augusti 1992
7. Afraid to Shoot Strangers (Harris) - Inspelad i Globen, Stockholm, Sverige, Den 29 augusti 1992
8. Bring Your Daughter...To the Slaughter (Dickinson) - Inspelad i Ishallen, Helsingfors, Finland, den 27 augusti 1992
9. Heaven Can Wait (Harris) - Inspelad på The Monsters Of Rock Festival, Reggio Nell Emilia, Italien, den 12 september 1992
10. The Clairvoyant (Harris) - Inspelad i Ishallen, Helsingfors, Finland, den 27 augusti 1992
11. Fear of the Dark (Harris) - Inspelad i Ishallen, Helsingfors, Finland, den 28 augusti 1992

## Singlar
- Fear of the Dark (Harris) - Släpptes den 1 mars 1993 som livesingel med två andra livelåtar på.

## Banduppsättning
- Bruce Dickinson - sång
- Steve Harris - bas
- Dave Murray - gitarr
- Janick Gers - gitarr
- Nicko McBrain - trummor